# Kareda Šiauliai
FK Kareda (Futbolo Klubas Kareda) var en litauisk fotbollsklubb från staden Šiauliai. 

## Historia
Klubben grundades 1990 och har vunnit den inhemska ligan (1996/97 och 1997/98). 
2000. från staden Šiauliai flyttade till Kaunas.
Slutligen försvunnit 2003.

## Namnbyte
- 1990 – Sakalas Šiauliai
- 1995 – Kareda-Sakalas Šiauliai
- 1996 – Kareda Šiauliai
- 2000 – Kareda Kaunas

## Meriter
- Klubben var litauiska mästare 1997 och 1998.

## Placering tidigare säsonger
| Säsong    | Nivå | Liga          | Placering | Referens | Kommentar  |
| --------- | ---- | ------------- | --------- | -------- | ---------- |
| 1991      | 1    | Lietuvos lyga | 9         | [ 1 ]    |            |
| 1991/1992 | 1    | Lietuvos lyga | 8         | [ 2 ]    |            |
| 1992/1993 | 1    | Lietuvos lyga | 10        | [ 3 ]    |            |
| 1993/1994 | 1    | Lietuvos lyga | 9         | [ 4 ]    |            |
| 1994/1995 | 1    | I lyga        | 7         | [ 5 ]    |            |
| 1995/1996 | 1    | I lyga        | 2         | [ 6 ]    | 🏆 LFF Cup |
| 1996/1997 | 1    | I lyga        | 1         | [ 7 ]    | Mästare    |
| 1997/1998 | 1    | Lietuvos lyga | 1         | [ 8 ]    | Mästare    |
| 1998/1999 | 1    | I lyga        | 2         | [ 9 ]    | 🏆 LFF Cup |
| 1999/2000 | 1    | LFF lyga      | 4         | [ 10 ]   |            |

## Färger
FK Kareda spelar i svart och gult trikåer.
| KAREDA | KAREDA |

### Trikåer
| 1999/2000 · Hemmaställ | 1999/2000 · Bortaställ |